# گوتفرید هاینریش گراف تسو پاپن‌هایم
گوتفرید هاینریش گراف تسو پاپن‌هایم (انگلیسی: Gottfried Heinrich Graf zu Pappenheim؛ ۲۹ مهٔ ۱۵۹۴ – ۱۷ نوامبر ۱۶۳۲) یک فرد نظامی اهل آلمان بود.